# Biarum mendax
Biarum mendax é uma espécie de planta com flor pertencente à família Araceae. 
A autoridade científica da espécie é P.C. Boyce, tendo sido publicada em Aroideana 22: 90–91. 1999.

## Portugal
Trata-se de uma espécie presente no território português, nomeadamente em Portugal Continental.
Em termos de naturalidade é endémica da Península Ibérica.

## Protecção
Não se encontra protegida por legislação portuguesa ou da Comunidade Europeia.